# Produttori del Barbaresco
Produttori del Barbaresco bezeichnet eine Winzergenossenschaft in der norditalienischen Region Piemont. Die namensgebende Gemeinde Barbaresco befindet sich ca. 10 km nordöstlich von Alba. Die Produttori del Barbaresco bauen ausschließlich die Rebsorte Nebbiolo an, aus der auch der Wein Barbaresco gewonnen wird.

## Geschichte
1894 gründete Domizio Cavazza, der die önölogische Fachschule Regia Scuola Enologica di Alba (heute: Istituto Umberto I) leitete und in Barbaresco das Schloss mit dem dazugehörigen Weinbaubetrieb besaß, die Cantina Sociale di Barbaresco. Die zusammengeschlossenen Produzenten der Cantina Sociale brachten mit dem Jahrgang 1894 die ersten Weine auf den Markt, die offiziell als Barbaresco bezeichnet wurden. Vor dieser Zeit wurde der Großteil der im Barbaresco-Gebiet produzierten Nebbiolotrauben für die Herstellung des Barolo verwendet und es finden sich nur vereinzelte Informationen über Weine, die den Namen ihres Herkunftsortes getragen haben. Domizio Cavazza und die Cantina Sociale di Barbaresco gelten somit heute als „Erfinder“ des Barbaresco. Es folgten ab dem Todesjahr 1913 von Domizio Cavezza wirtschaftlich schwere Zeiten für den Barbaresco. Der Erste Weltkrieg, ein neuerlicher Ausbruch der Reblausplage, ein starker Befall der Reben mit Falschem Mehltau und nicht zuletzt die faschistische Herrschaft, die Weinbauern dazu anhielt, anstelle des Weines Getreide anzubauen, führten in der Mitte der 1920er Jahre zur Schließung der Cantina Sociale di Barbaresco. Die Nachkriegszeit in Barbaresco war durch eine starke Landflucht und große Armut gekennzeichnet; ein Großteil der Rebflächen war aufgegeben. Um dieser Entwicklung entgegenzusteuern, wurde 1958 die Erzeugergenossenschaft von dem örtlichen Pfarrer Don Fiorino Marengo unter dem Namen Produttori del Barbaresco neu gegründet. Erklärtes Ziel war es von Anfang an, hochwertige Weine zu produzieren und sich auf die Rebsorte Nebbiolo zu beschränken. Bis heute werden lediglich Barbaresco und Nebbiolo Basisweine erzeugt. Seit dem Jahr 1967 wird – durch französisches Vorbild beeinflusst – ein Teil des Weines als Einzellagenauslesen (Cru) vermarktet. Die Weine werden in guten Weinbaujahren nach Anbauflächen separat vinifiziert und die Genossenschaftsmitglieder, die diese Flächen bewirtschaften, auf den Etiketten genannt. Die Produttori del Barbaresco waren mit den bis heute bedeutenden Weinbaubetrieben von Angelo Gaja und Bruno Giacosa die ersten Erzeuger der Region, die diesen Weg beschritten haben. Diese Praxis war ein erster Schritt in Richtung der heute gültigen offiziellen Lagenkartografie des Barbaresco-Gebietes. (Vgl. Barbaresco).
Die Produttori del Barbaresco vereinigen heute 50 Winzer, die ca. 110 der insgesamt ca. 700 Hektar Rebfläche des Barbaresco Gebietes bewirtschaften.